# Zwergkuckuckstaube
Die Zwergkuckuckstaube (Macropygia nigrirostris), auch Kastanientaube genannt, ist eine Art der Taubenvögel, die zu den Kuckuckstauben zählt. Sie gehört innerhalb dieser Gattung zu den kleinen Arten. Das Verbreitungsgebiet der Rosabrust-Kuckuckstaube ist Neuguinea und angrenzende Archipele.
Die Bestandssituation der Zwergkuckuckstaube wird mit  (=least concern – nicht gefährdet) angegeben. Es werden keine Unterarten unterschieden.

## Erscheinungsbild

### Körperbau
Die Zwergkuckuckstaube erreicht eine Körperlänge von bis zu 29 Zentimeter, wovon 13,1 bis 15,2 Zentimeter auf den Schwanz entfallen. Die Flügellänge beträgt 140 bis 151 Millimeter. Der Schnabel ist 11 bis 13 Millimeter lang. Das Gewichts liegt zwischen 66 und 104 Gramm. Sie weist den für Kuckuckstauben typischen Körperbau mit einem schlanken Körper und einem im Verhältnis zur Körpergröße langen, gestuften Schwanz auf.

### Männchen
Beim Männchen ist der Kopf kastanienbraun, Scheitel und Nacken sind etwas dunkler und glänzen violett. Der Mangel ist kastanienbraun, die Flügel sind schwärzlich, die Federn der Flügeldecken sind schmal kastanienbraun gesät. Die Federn des Bürzel und der Oberschwanzdecken sind braun mit einer schwärzlichen Federbasis und einer schwarzen Querbänderung am Ende. Die sechs mittleren Steuerfedern sind braun und schwarz quergebändert. Die jeweils drei äußeren Steuerfedern sind zimtfarben mit einem schwarzen Endband. Die Körperunterseite ist rötlich kastanienbraun. Die Kehle ist etwas aufgehellt, über die Brust verläuft ein unschärferes, dunkleres Band. Der Orbitalring ist zimtfarben bis rot, der Schnabel ist schwarz oder dunkelbraun, die Irisfarbe ist individuell verschieden, bei den meisten jedoch gelblich. Die Füße und Beine sind korallenrot bis braun.

### Weibchen
Bei den Weibchen haben Stirn und Gesicht eine rötlichbraune Grundfarbe, sind aber schwarz getupft. Scheitel und Nacken sind rotbraun mit schwarzen Flecken und Stricheln. Der Mantel ist schwarzbraun, die einzelnen Federn sind kastanienbraun gesäumt und haben rotbraune Spitzen. Die Flügeldecken sind dunkelbraun mit kastanienbraunen Säumen und Querbändern. Der Bürzel ist dunkelbraun mit schwarzen Querbändern. Die Kehle ist blassbraun, die Brust ist rötlichbraun mit schwarzen Querbändern. Der Bauch ist rötlich kastanienbraun, die Unterschwanzdecken sind im Vergleich dazu dunkler.

## Verwechslungsmöglichkeiten
Im Verbreitungsgebiet der Zwergkuckuckstaube kommen mehrere andere Taubenarten vor, mit der sie verwechselt werden kann. Ihr Verbreitungsgebiet überlappt sich teilweise mit der Rosabrust-Kuckuckstaube und auf Neuguinea besetzen beide Arten die gleich ökologische Nische. Insbesondere die Weibchen beider Arten sind sich sehr ähnlich, die  Rosabrust-Kuckuckstaube ist aber deutlich größer als die Zwergkuckuckstaube. Die Fuchsrote Kuckuckstaube kommt auf zwei Inseln vor, die auch von der Zwergkuckuckstaube besiedelt werden. Sie ist kleiner und insgesamt matter gefärbt. Der hellere Kopf und die Körperoberseite kontrastieren auffällig mit der rotbraunen Körperoberseite.

## Verbreitungsgebiet und Lebensraum
Die Zwergkuckuckstaube kommt auf dem Festland Neuguineas vor und besiedelt außerdem den Bismarck-Archipel und die Inseln Yapen und Kalkar sowie die D’Entrecasteaux-Inseln. In ihrem Verbreitungsgebiet ist sie häufig und kommt vor allem in mittleren und hohen Höhenlagen vor. Lediglich auf Kakar, die auch von der Fuchsroten Kuckuckstaube besiedelt wird, ist die Zwergkuckuckstaube eine vergleichsweise seltene Art, die nur zwischen 300 und 900 Höhenmetern vorkommt.
Die Zwergkuckuckstaube besiedelt in ihrem Verbreitungsgebiet Wälder und kommt dort an Waldlichtungen und Waldrändern vor. Sekundärwald wird von ihr genutzt, wenn er an Primärwald angrenzt.

## Lebensweise
Die Zwergkuckuckstaube kommt einzelgängerisch, paarweise oder in kleinen Trupps vor. Gelegentlich versammeln sich bis zu 20 Individuen in der Nähe eines einzelnen fruchttragenden Baums. Die Nahrung der Zwergkuckuckstaube besteht aus kleinen Früchten und Samen. Sie pickt diese gewöhnlich direkt von den Ästen. Auf den Boden kommt die Zwergkuckuckstaube nur, um Magensteine und Wasser aufzunehmen. Sie trinkt allerdings an Wasserstellen nur während der trockenen Jahreszeit. Wie zahlreiche andere fruchtfressende Tauben versucht sie, den fruchttragenden Baum gegen andere Vogelarten zu verteidigen und zeigt ein aggressives Verhalten beispielsweise gegenüber Dickköpfen und Honigfressern.
Die Fortpflanzungsbiologie ist noch nicht abschließend untersucht. Die wenigen Nester, die bislang gefunden wurden, waren in epiphytischen Farnen oder kleinen Bäumen gebaut. Sie kann vermutlich in allen Kalendermonaten zur Brut schreiten. Das Gelege besteht aus zwei weißen Eiern.